# Murero (Saragossa)
Murero ist ein spanischer Ort und eine Gemeinde (municipio) mit nur noch 92 Einwohnern (Stand: 2024) im Süden der Provinz Saragossa in der Autonomen Gemeinschaft Aragonien. Die Gemeinde gehört zur bevölkerungsarmen Serranía Celtibérica.

## Lage und Klima
Murero liegt ca. 92 Kilometer südwestlich der Provinzhauptstadt Saragossa nahe der Grenze zur Provinz Teruel in einer Höhe von ca. 705 m am Río Jiloca. Das Klima ist gemäßigt bis warm; Regen (ca. 448 mm/Jahr) fällt übers Jahr verteilt.

## Bevölkerungsentwicklung
| Jahr      | 1970 | 1981 | 1991 | 2001 | 2011 | 2021 |
| Einwohner | 291  | 189  | 169  | 149  | 148  | 97   |

Die Mechanisierung der Landwirtschaft, die Aufgabe bäuerlicher Kleinbetriebe und der damit verbundene Verlust von Arbeitsplätzen führten in der zweiten Hälfte des 20. Jahrhunderts zu einem deutlichen Rückgang der Bevölkerungszahl (Landflucht).

## Erdgeschichte
Murero ist für die erdgeschichtlichen Lagerstätten zahlreicher Fossilien aus dem Kambrium bekannt. Gefunden wurden hier u. a. Trilobiten, Brachiopoden, Hyolitiden, Schwämmen, Algen und Würmer. Bekannt ist das Schwammfossil Mureropodia apae. Es gelang bei Trilobiten hier eine sehr frühe Form des Geschlechtsdimorphismus nachzuweisen.

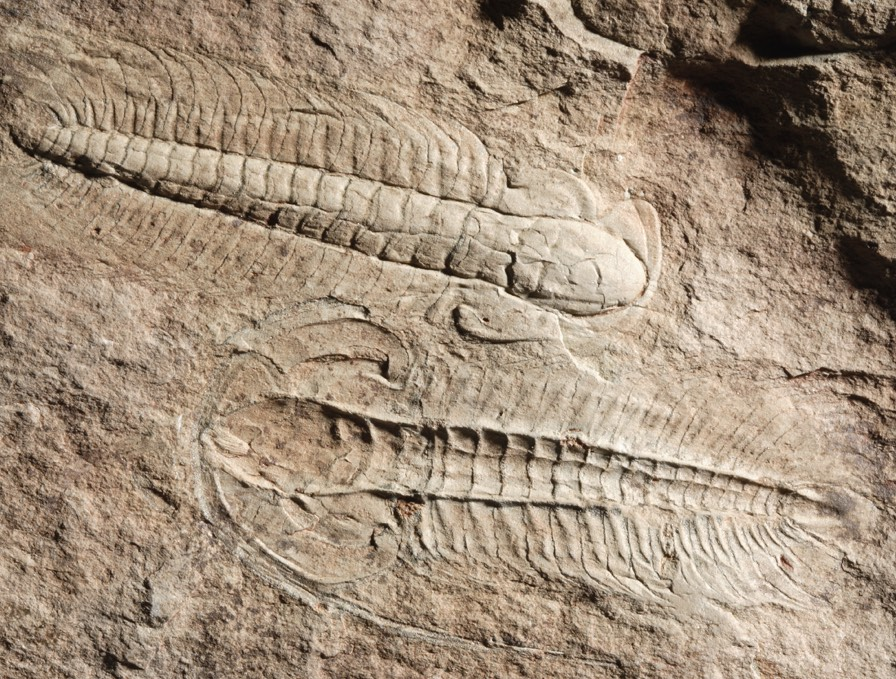
„Die Liebenden von Murero“ (orig.: Los amantes de Murero) - Trilobiten (Eccaparadoxides mediterraneus) mit Geschlechtsdimorphismus

Weitere Arten, die nach dem Fundort Murero benannt wurden, sind die Trilobiten Acadoparadoxides mureroensis, der Wurm Sericichnus mureroensis und Crumillospongia mureroensis, ein Meeresschwamm.

## Sehenswürdigkeiten
- Paläontologische Lagerstätte
- Kirche Mariä Himmelfahrt (Iglesia de Nuestra Señora de la Asunción)